# Brachythemis lacustris
Brachythemis lacustris är en trollsländeart som först beskrevs av Kirby 1889.  Brachythemis lacustris ingår i släktet Brachythemis och familjen segeltrollsländor. IUCN kategoriserar arten globalt som livskraftig. Inga underarter finns listade i Catalogue of Life.